# Центр теоретических проблем физико-химической фармакологии РАН
Центр теоретических проблем физико-химической фармакологии РАН (ЦТП ФХФ РАН) — научно-исследовательский институт Российской академии наук, занимающийся фундаментальными и прикладными исследованиями в области фундаментальной физиологии, системной биологии и фармакологии.

## Общие сведения
ЦТП ФХФ РАН создан в мае 2000 года на правах самостоятельного учреждения на основе одного из отделов Института химической физики РАН имени Семенова. Первым директором института стал академик РАН Л. А. Пирузян. Первоначально относился к Отделению химии и наук о материалах РАН. Постановлением Президиума РАН № 69 от 10 марта 2009 года переведён в состав Отделения физиологических наук РАН. С 1 января 2012 года носит официальное название Федеральное государственное бюджетное учреждение науки Центр теоретических проблем физико-химической фармакологии Российской академии наук. С 2006 по 2018 год директором института являлся член-корреспондент РАН д.б.н. Ф. И. Атауллаханов. С 2018 года обязанности директора выполняет д.ф.-м.н., профессор РАН М. А. Пантелеев. 

## Направления работ
Основное научное направление ЦТП ФХФ РАН — создание научных основ генетической и метаболической паспортизации воздействия химических соединений, в том числе лекарств, на биологические организмы с целью разработки принципов индивидуальной профилактики и терапии. В связи с этой тематикой в Центре также ведутся работы по системной биологии, математической биофизике, регуляции гемостаза и тромбоза, внутриклеточной сигнализации, самоорганизации, регуляции митоза, разработке белковых микрочипов, приборов для диагностики.

## Структура
- Лаборатория физиологии и биофизики клетки (д.б.н., проф. Ф. И. Атауллаханов)
- Лаборатория молекулярных механизмов гемостаза[2] (д.ф.-м.н., проф. М. А. Пантелеев)
- Лаборатория внутриклеточной сигнализации и системной биологии (д.ф.-м.н. А. Н. Свешникова)
- Лаборатория теоретических проблем метаболической паспортизации и управления (д.б.н. И. Д. Ионов)
- Лаборатория молекулярно-генетических проблем дерматологии (д.м.н., проф. Корсунская И. М.)

## История
В 1972 году Л. А. Пирузяном (тогда членом-корреспондентом АН СССР) был организован межведомственный Научно-исследовательский институт по биологическим испытаниям химических соединений (НИИ по БИХС). Л. А. Пирузян разработал новую стратегию фармакологии, заключающуюся в создании метаболического паспорта человека с целью индивидуальной профилактики и прогнозирования различных заболеваний, отбора контингента для работ на вредных химических производствах, для трансплантологии, токсикологии и медицины. В 1984 году Л. А. Пирузян был освобожден от должности, а НИИ по БИХС был реорганизован. Идея о значении метаболического статуса человека в индивидуальном ответе на лекарственные препараты с учетом этнической принадлежности легла в основу научных направлений ЦТП ФХФ РАН.
В рейтинге институтов РАН за 2016 год ЦТП ФХФ занял 4 место из 32 по разделу "Фундаментальная медицина" по количеству статей, индексируемых в Web of Science, и 1 место - по среднему импакт-фактору журналов .

## Адрес
119991, г. Москва, Ленинский просп., д. 38А, корп. 1. Телефон: (495)938-25-33. Факс: (495)938-25-33.